# Louxing
Louxing (en chino, 娄星; pinyin, Lóuxīng) es un distrito urbano bajo la administración directa de la Prefectura  Loudi  en la Provincia de Hunan, República Popular China.  Su área es de 628 km² y su población total para 2010 superó los 660 mil  habitantes. 

## Administración
Desde 0ctubre de 2022, el  Distrito Louxing   se divide en 13 pueblos  administrados  en 7 subdistritos,   5 poblados y 1 villa.

## Toponimia
El topónimo Louxing se compone de los sinogramas Lou (nombre propio) y Xing (constelación) lo que resulta en "la constelación Lou".
El nombre "Lou" (娄宿) significa «enlace» y es la #16 de las veintiocho mansiones lunares de la astronomía tradicional china. La región de Louxing se encuentra justo debajo de esta constelación teniendo un vínculo histórico y cultural con la astrología antigua.